# Darmiya jezik
Darmiya jezik (ISO 639-3: drd), jedan od četiri almora jezika, šira zapadnohimalajska skupina, iz indijske države Uttarakhand i nepalske zone Mahakali.
Etnički su Byangs, Chaudangs, Darmiya (4 000) i Rongpo kolektivno nazivani Ranglo ili Rang. Broj govornika u Indiji iznosi 1 750 (2006 Willis) duž rijeke Dhauli u selima Dar, Bongling, Selachal, Nanglin, Baling, Dugtu, Saung, Baun, Philam, Datu, Gwo, Marchha, Dhakar, Sobla, Sipoo. U Nepalu ga govori 1 200 ljudi (2000) u šesnaest sela.

## Vanjske poveznice
- Ethnologue (14th)
- Ethnologue (15th)